# Semitaspongia
Semitaspongia é um gênero de esponja marinha da família Thorectidae.

## Espécies
- Semitaspongia bactriana Cook & Bergquist, 2000
- Semitaspongia glebosa Cook & Bergquist, 2000
- Semitaspongia incompta Cook & Bergquist, 2000
- Semitaspongia nigrachorda Cook & Bergquist, 2000
- Semitaspongia pulvinata Cook & Bergquist, 2000